# Российский государственный гуманитарный университет
Росси́йский госуда́рственный гуманита́рный университе́т (РГГУ) — один из ведущих вузов России в сфере гуманитарных и социальных направлений, высшее учебное заведение в Москве.

## История
Российский государственный гуманитарный университет (ФГБОУ ВО «РГГУ») был организован в марте 1991 года на базе Московского государственного историко-архивного института (МГИАИ).
30 сентября 1930 года постановлением ЦИК и СНК СССР «Об открытии при Центральном архивном управлении Союза ССР института архивоведения и о передаче Кабинета архивоведения при Центральном архивном управлении РСФСР в ведение Архивного управления Союза ССР», по ходатайству историка М. Н. Покровского, создан Московский историко-архивный институт. Занятия в институте начались 1 апреля 1931 года в учебных аудиториях, находившихся в здании Центрального архивного управления СССР (ул. 25 Октября, д. 15). Директором Института архивоведения с 18 января 1931 года был назначен Р. К. Лицит. Вновь созданный институт был размещён в правом крыле здания Высшей партийной школы при ЦК КПСС.
Другим компонентом, влившимся в состав РГГУ, стал Московский городской народный университет имени А. Л. Шанявского — одно из наиболее прогрессивных дореволюционных высших учебных заведений, открытое для людей всех сословий и полов (существовал с 1908 по 1919 годы). С 1919 по 1932 год университет Шанявского был реорганизован в «Коммунистический университет имени Я. М. Свердлова». С 1932 по 1939 год этот же вуз был переименован в Высший коммунистический сельскохозяйственный университет, с 1939 по 1991 год носил название Высшая партийная школа при ЦК КПСС.
В марте 1991 года Московский историко-архивный институт был реорганизован в «Российский государственный гуманитарный университет» (РГГУ) под руководством ректора Ю. Н. Афанасьева. После запрета КПСС и распада СССР имущество, принадлежавшее партии КПСС, было изъято российскими властями, и здание полностью перешло в собственность университета.
Таким образом, новый университет в качестве основного занял историческое здание университета Шанявского на Миусской площади, став преемником Высшей партийной школы. Здание Историко-архивного института на Никольской улице также стало равноправной частью территориальной структуры университета.
В середине 2010-х годов выяснилось, что в бюджете вуза образовалась «дыра» в 238 млн руб., в связи с чем началось сокращение численности преподавательских кадров. 16 сентября 2016 из Института психологии уволились 12 сотрудников из-за планов являвшегося тогда ректором Евгения Ивахненко сократить штат и увеличить нагрузку на преподавателей. В вузе распространилась практика внедрения годовых контрактов с преподавателями, а нагрузка на ставку преподавателя достигла 900 часов в год (и 600 часов внеаудиторной работы).
С сентября 2017 года пост исполняющего обязанности ректора, сменившего Е. Н. Ивахненко, занимает А. Б. Безбородов. Была отменена повсеместная практика годичных контрактов с преподавателями, произошло уменьшение нагрузки на профессорско-преподавательский состав. Приказом Министра науки и высшего образования Российской Федерации в сентябре 2018 года А. Б. Безбородов назначен ректором РГГУ.

## Рейтинги
В 2014 году агентство «Эксперт РА» включило вуз в список высших учебных заведений Содружества Независимых Государств, где ему был присвоен рейтинговый класс «D» (приемлемый уровень подготовки выпускников). Уже в 2017 году на заседании общественного совета партийного проекта «Единой России» «Модернизация образования», по словам ректора МГУ имени М. В. Ломоносова В. А. Садовничего, РГГУ в числе прочих вузов вошёл в десятку «лидеров российского сегмента» образования.
В 2018 году согласно рейтингу «Эксперт РА» РГГУ вошёл в топ-10 вузов в сфере «Гуманитарные и социальные направления». Одним из критериев стала кооперация вузов с ведущими мировыми образовательными организациями, в данной сфере РГГУ продемонстрировал уверенные лидирующие позиции.
В 2019 году занял 1001—1100 место в международном рейтинге «Три миссии университетов» и в 2020 году — 45 место в рейтинге вузов России по версии РАЭКС. В 2020 году университет вошёл в мировой рейтинг QS World University Rankings в дисциплинах «Linguistics» (151—200 диапазон мест по миру), «Arts And Humanities» (345 место по миру) и «Modern Languages» (201—250 диапазон мест по миру), в каждой из этих дисциплин войдя в десятку лучших вузов России. По версии того же агентства вуз находится в диапазоне мест 221—230 в рейтинге лучших университетов EECA — совместного рейтинга университетов Европы и Центральной Азии.

## Обучение

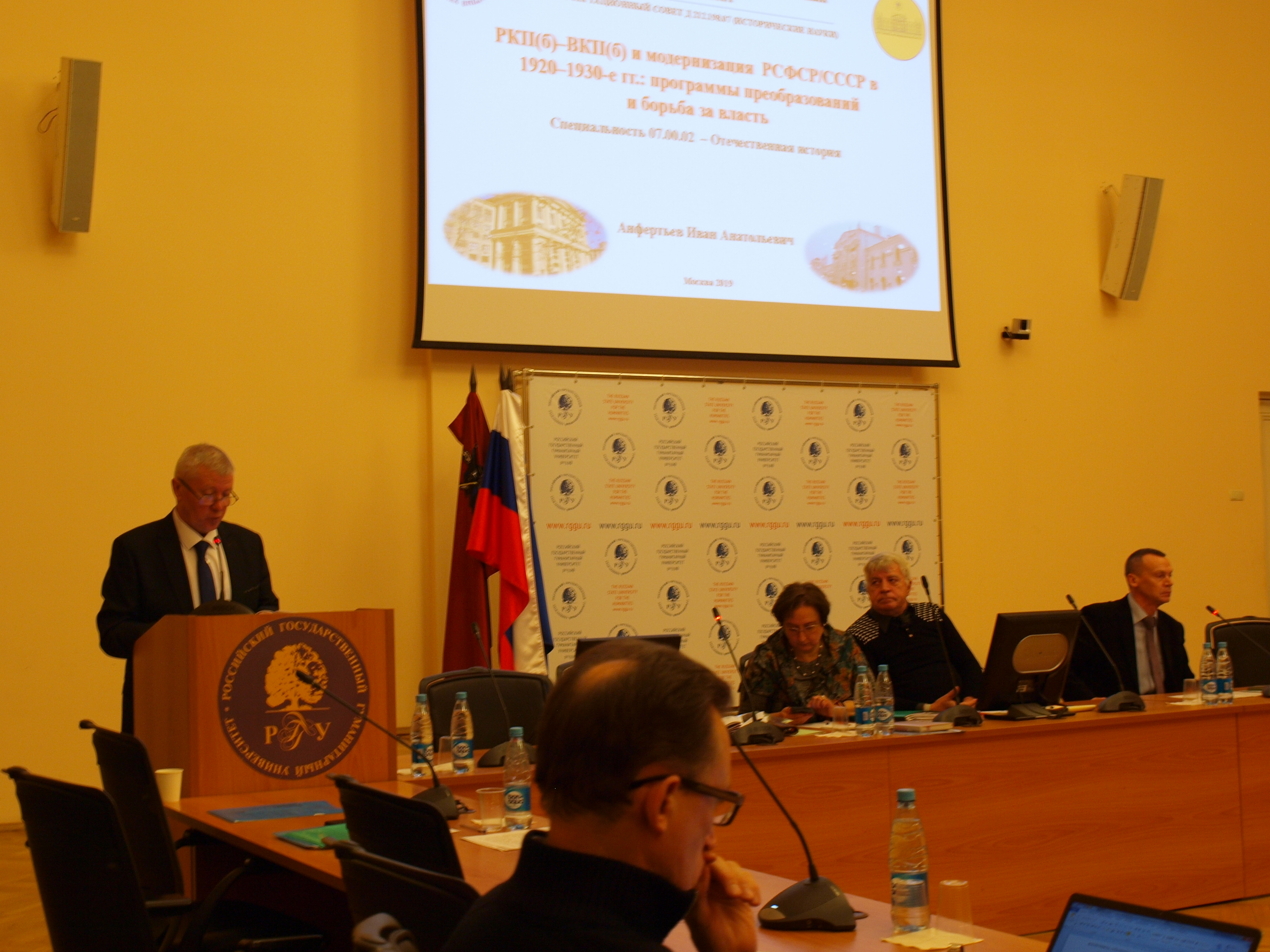
Защита в РГГУ диссертации на соискание учёной степени доктора исторических наук (13.12.2019).
Зал заседаний Учёного совета РГГУ

РГГУ ведёт обучение студентов по 39 профессиональным образовательным программам бакалавриата и 28 направлениям магистратуры, в том числе: документоведение и архивоведение, история Русской Православной Церкви, международные отношения, востоковедение и африканистика, культурология, религиоведение, история, социология, политология, искусствоведение, музеология, менеджмент, туризм, реклама и связи с общественностью, экономика, философия, филология, психология, интеллектуальные системы в гуманитарной сфере, журналистика и многие другие.
В РГГУ обучаются более 15 тыс. студентов. Профессорско-преподавательский состав университета насчитывает более 600 штатных преподавателей и около 200 совместителей, специалистов из учреждений РАН, вузов Москвы и других научных учреждений как отечественных, так и приглашенных специалистов из-за рубежа. В РГГУ работают более 70 академиков и членов-корреспондентов российских и иностранных академий, более 200 профессоров и докторов, свыше 500 кандидатов наук.
В аспирантуре РГГУ обучаются около 300 аспирантов по 36 специальностям, есть докторантура. Работают 11 специализированных диссертационных советов, пять из них — по защите докторских диссертаций.

## Структура
В составе РГГУ действует 14 учебно-научных институтов:

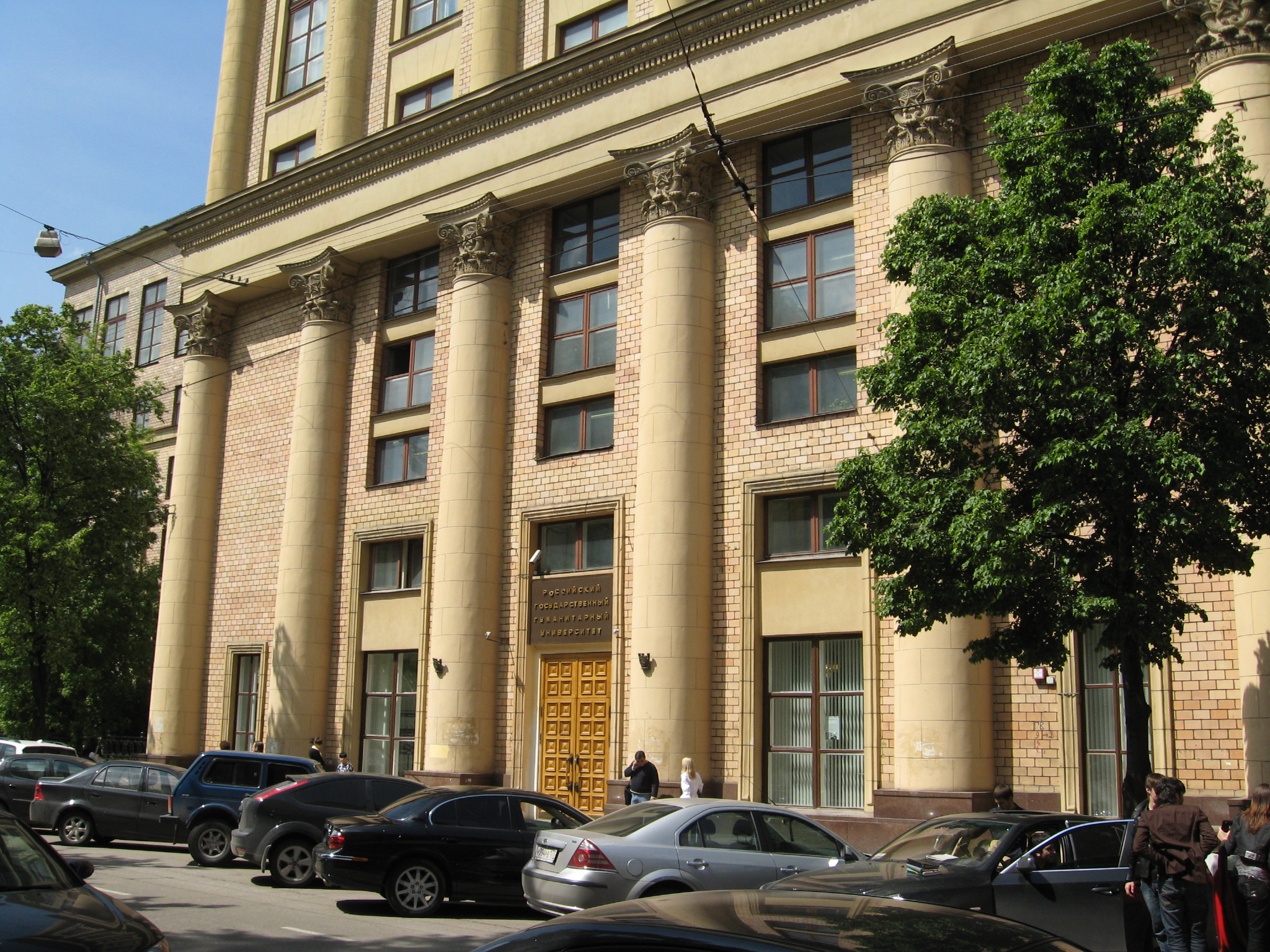
Главное здание РГГУ (вход с ул. Чаянова)

- Историко-архивный институт РГГУ (ИАИ РГГУ) — структурное подразделение в составе РГГУ, правопреемник Московского историко-архивного института (МГИАИ), основанного в 1930 году. И. о. директора — канд. ист. наук, профессор — Ф.Г. Тараторкин. В составе института действуют: факультет архивоведения и документоведения; исторический факультет; факультет международных отношений, политологии и зарубежного регионоведения; факультет востоковедения и социально-коммуникативных наук; высшая школа документоведения.
- Институт экономики, управления и права. Создан в 1995 году. Организатором и первым директором ИЭУП был Владимир Дмитриевич Королёв. В настоящее время директор — доктор экономических наук, профессор Надежда Ивановна Архипова. В составе института действуют: факультет управления; экономический факультет; юридический факультет; бизнес-школа ИЭУП.
- Институт психологии им. Л. С. Выготского. В составе института действуют: факультет психологии, включающий в себя специальности психология, клиническая психология, психология служебной деятельности; а также психолого-педагогический факультет, включающий в себя специальности психолого-педагогическое образование, психология и педагогика девиантного поведения; учебно-консультативный центр практической психологии.
- Институт массмедиа и рекламы. В составе института действуют: факультет журналистики; факультет рекламы и связей с общественностью; учебно-производственный телевизионный центр практической журналистики.
- Институт лингвистики. Институт состоит из Факультета теоретической и прикладной лингвистики (декан И. А. Шаронов), отделения интеллектуальных систем в гуманитарной сфере (заведующий В. К. Финн) и отделения иностранных языков (заведующая Т. В. Бузина). С 2000 года директором был Максим Анисимович Кронгауз, в 2013 году Институт возглавила Нина Романовна Сумбатова, а с 2016 по 2022 год эту должность занимал Игорь Игоревич Исаев[22]. С 2023 года директором института является доктор филологических наук, профессор Яков Георгиевич Тестелец.
- Институт информационных наук и технологий безопасности. Состоит из факультета информационных систем и безопасности (ФИСБ) и лаборатория компьютерной техники и средств защиты информации.
- Институт филологии и истории. В составе института действуют: Историко-филологический факультет; Отделение переводоведения и практики перевода; Отделение литературы, театра и кино.
- Институт евразийских и межрегиональных исследований
- Институт восточных культур и античности. В составе института действуют: Центр сравнительного изучения культур Востока и Запада; Центр компаративистики; Центр антиковедения; Центр восточной и эллинистической археологии; Центр древневосточных исследований; Мемориальный кабинет-библиотека академика B. Н. Топорова; а также 5 кафедр.
- Институт высших гуманитарных исследований им. Е. М. Мелетинского
- Международный институт новых образовательных технологий. В составе института действуют: Учебно-научный центр по разработке информационно-образовательных проектов; Учебно-научный центр перспективных медиа-технологий; Центр сетевого вещания, обслуживания и информационной поддержки комплекса мультимедийных классов; учебно-научная лаборатория развивающих технологий; лаборатория системной интеграции образовательного пространства; лаборатория по проблемам информатики, мехатроники и сенсорики; лаборатория технических средств обучения.
- Институт наследия и современного общества
- Институт дополнительного образования

Кроме того, есть 4 общеуниверситетских факультетов:
- Философский факультет. Декан факультета — Коначева Светлана Александровна. Основатель факультета — Валерий Дмитриевич Губин. В состав факультета входят: кафедра истории отечественной философии (заведующий — Вячеслав Сербиненко); кафедра современных проблем философии (заведующий — Владимир Филатов); кафедра истории зарубежной философии (заведующий — Валерий Губин); центр феноменологических исследований (заведующий — Виктор Молчанов); центр историков русской философии им. В. В. Зеньковского (председатель — Вячеслав Сербиненко); экспериментальная учебно-научная лаборатория «Диалог культур» (глава — Анатолий Ахутин).
- Социологический факультет. Декан факультета — Анисимов Роман Иванович. В состав факультета входят: кафедра теории и истории социологии; кафедра прикладной социологии; кафедра политической социологии и социальных технологий[23]; базовая кафедра ВЦИОМ; центр социологических исследований. Основатель социологического факультета — Тощенко Жан Терентьевич (до 2014 г. — декан).
- Факультет истории искусства. До 1999 года — факультет музеологии. Декан — Владимир Алексеевич Колотаев. В состав факультета входят: кафедра теории и истории искусства; кафедра истории русского искусства; кафедра музеологии; кафедра кино и современного искусства; учебный центр «Арт-дизайн»; Высшая школа художественных практик и музейных технологий.
- Факультет культурологии. Был создан в 2018 году путём объединения нескольких структур: Отделения социокультурных исследований (ОСКИ), Высшей школы европейских культур (ВШЕК, до этого — Институт европейских культур, ИЕК) и Русской антропологической школы (РАШ). Декан — Галина Ивановна Зверева. В состав факультета входят: кафедра истории и теории культуры (зав. кафедрой — Г. И. Зверева), кафедра социокультурных практик и коммуникаций (зав. кафедрой — Н. С. Галушина), Высшая школа европейских культур (директор — А. М. Перлов), Школа «Культурное измерение» (директор — Г. А. Шматова). Среди преподавателей факультета — И. В. Кондаков, Д. И. Антонов, О. В. Гавришина, К. Ю. Ерусалимский, И. Е. Суриков, А. В. Тарасова и др. Обучение в бакалавриате по профилям: «Культура России», «Культура Европы», «Культура массовых коммуникаций». Программы магистратуры: «Культурология XX века» и «Русская культура» (совместная с Институтом русской культуры им. Ю. М. Лотмана Рурского университета в Бохуме, Германия).

В РГГУ существуют также 2 общеуниверситетские кафедры (иностранных языков и физической культуры, спорта и безопасности жизнедеятельности), 7 общеуниверситетских учебно-научных и научных центров:
- Центр изучения религий
- Учебно-научный центр социальной антропологии
- Центр «Общество историков русской философии им. В. В. Зеньковского»
- Учебно-научный центр визуальной антропологии и эгоистории
- Научно-образовательный центр когнитивных программ и технологий
- Учебно-научный центр типологии и семиотики фольклора
- Учебно-научный Мезоамериканский центр им. Ю. В. Кнорозова

В университете присутствует 17 международных учебно-научных центров:
- Институт Конфуция РГГУ
- Учебно-научный Мезоамериканский центр им. Ю. В. Кнорозова
- Российско-американский центр библеистики и иудаики
- Российско-американский учебно-научный центр
- Центр исследований, образования и культуры «Москва-Квебек»
- Российско-швейцарский учебно-научный центр
- Российско-германский учебно-научный центр
- Российско-итальянский учебно-научный центр
- Центр Бенилюкс
- Российско-шведский учебно-научный центр
- Российско-турецкий учебно-научный центр
- Учебно-научный центр иранистики
- Учебно-научный центр египтологии им. В. С. Голенищева
- Высшая школа европейских культур
- Учебно-научный центр русского языка
- Международный научно-учебный центр изучения Южной Азии
- Российско-Бразильский центр

Также в РГГУ действуют Гуманитарный колледж, Предуниверсарий, Учебный художественный музей имени И. В. Цветаева, созданный совместно с Государственным музеем изобразительных искусств имени А. С. Пушкина, один из ведущих гуманитарных информационных комплексов России «Научная библиотека РГГУ», Центр комплектования библиотек вузов РФ иностранной литературой, Центр консервации документов библиотек вузов РФ (в том числе реставрации редких изданий).
По состоянию на 2016 год, университет имеет 1 филиал в городе Домодедово. В 2020 году был открыт филиал РГГУ в Гватемале.

### Упразднённые подразделения
Русская антропологическая школа
Учебно-научный институт «Русская антропологическая школа» был образован в 2003 году на базе семинара «Когнитивные проблемы антропологии» и существовал до 2018 года. РАШ был реализацией плана академика Вячеслава Всеволодовича Иванова создать учебно-научную структуру, интегрирующую разные гуманитарные науки и смежные с ними дисциплины логико-математического и биологического знания.
В 2004 году открылась аспирантура, в 2005 году — магистратура. С 2006 года в работе с магистрантами участвовали сотрудники Института высших гуманитарных исследований им. Е. М. Мелетинского и Центра типологии и семиотики фольклора.
Институт проводил ежегодные конференции по исследованиям визуальности, ежегодные летние школы, международные конференции: «Метафора и метод» (29—30 апреля 2004), «Перевод: концепции и практики» (18-19 июня 2004), «Актуальные мифологии» (16-17 ноября 2006), «Следы сновидения: сновидческое в философии, психологии, искусстве» (13—14 декабря 2007), «Власть Маршрута: путешествие как предмет историко-культурного и философского анализа» (6 декабря 2012).
Ежегодно выпускался альманах «Труды Русской антропологической школы».

## Ректоры
- 1991 — 2003 — доктор исторических наук, профессор Ю. Н. Афанасьев
- 2003 — Л. Б. Невзлин[25]
- 2003 — 2004 — доктор экономических наук, профессор В. В. Минаев (и. о.)[26]
- 2004 — 2006 — доктор исторических наук, профессор И. В. Карапетянц (и. о.)
- 28 марта 2006 — 3 марта 2016 — академик РАН, доктор исторических наук, профессор Е. И. Пивовар
- 4 марта 2016 — 29 августа 2017 — доктор философских наук, профессор Е. Н. Ивахненко[27][28]
- 29 августа 2017 — 29 августа 2018 — доктор исторических наук, профессор А. Б. Безбородов (и. о.)
- 29 августа 2018 — 21 июня 2024 — доктор исторических наук, профессор А. Б. Безбородов[10][29]
- с 21 июня 2024 —  доктор политических наук, профессор А. В. Логинов[30]

## Критика
В 2012 году филиал РГГУ в Воскресенске был включён в «перечень неэффективных вузов» Министерства образования и науки. Перед филиалами в Твери, Кашире, Воскресенске, Павловском Посаде, Чехове, Электростали нависла угроза закрытия.
Диссертационный совет по экономической теории в РГГУ неоднократно упоминается в расследованиях «Диссернета» о «плагиате в научной работе»: «Наш любимый экспертный совет — по экономической теории. Вот некоторые из его экспертов. Учёный секретарь этого ЭС, директор института экономики и права РГГУ Надежда Ивановна Архипова — член диссовета № 212.198.01. Только у нас на сервере есть 54 фальшивых диссертации, защищенных в этом диссовете. Сама Надежда Ивановна участвовала в „многоцветных“ защитах соискателя Ю. В. Мусарского и доцента РГГУ Л. И. Бадренковой». По оценке «Диссернета», в данном диссертационном совете произошло 50 «липовых» защит.
В 2014 году в РГГУ состоялся круглый стол по проблемам плагиата в науке. Согласно докладу Сергея Пархоменко, в диссовете Д 212.198.01 по экономическим наукам в РГГУ работала «фабрика диссертаций профессора Федора Стерликова», производившая диссертации, содержащие плагиат. В числе плагиаторов в докладе также был упомянут заведующий кафедрой маркетинга и рекламы РГГУ, профессор Д. А. Шевченко. В вузе была создана комиссия по антиплагиату, рассматривающая диссертации бывших и действующих сотрудников РГГУ, которая была ликвидирована при ректоре Евгении Ивахненко.
В мае 2015 года преподаватели РГГУ написали открытое письмо ректору Е. И. Пивовару, в котором подвергли критике унизительную, по их мнению, практику заключения годичных контрактов с преподавателями, по которой преподаватели не получают зарплату за летние месяцы. Также в письме критикуется отсутствие морального осуждения и необходимой административной реакции по защищённым в РГГУ диссертациям, содержащим массовый плагиат. Всего письмо подписали 105 человек, в том числе 74 научных сотрудника РГГУ и 3 академика РАН. Встреча преподавателей с ректором 27 мая закончилась отказом ректора отвечать на вопросы преподавателей и его досрочным уходом со встречи.
Николай Белов, работавший с бывшим ректором Юрием Афанасьевым с 1988 года до его последнего дня, в том числе много лет как помощник ректора, резко критикует нынешнее руководство вуза. По его словам, университет превратился в рыхлый конгломерат структур, библиотека существует непонятно как, а первоклассное издательство уничтожено. Преподавателям задерживают зарплаты, чего не было даже «в лихие девяностые». По новому Уставу, выборы превратились «в откровенный фарс»: учёный совет, избирающий ректора, фактически формирует нынешний и. о. ректора. Белов также отмечает, что Устав вуза могла изменить лишь Конференция РГГУ, которой не было. Поскольку Устав был всё-таки изменён, этот факт подпадает под статью 292 Уголовного кодекса («Служебный подлог»).
В 2022 году ректор РГГУ Александр Безбородов подписал обращение глав вузов, опубликованное через несколько дней после начала вторжения России на Украину. В июле 2022 года директор Института лингвистики РГГУ Игорь Исаев объявил об увольнении, назвав Безбородова «Z-ректором».